# Liste der Local und Metropolitan Municipalitys in der Provinz Ostkap

Die Provinz Ostkap mit Distrikten und Gemeinden (Stand 2021)

Die Liste der Gemeinden in der Provinz Ostkap führt alle Gemeinden (Local Municipalities und Metropolitan Municipalities) in der südafrikanischen Provinz Ostkap (Eastern Cape) auf.
Ostkap ist in zwei Metropolgemeinden sowie sechs Distrikte (District Municipalities) mit insgesamt 34 (bis August 2016: 37) Gemeinden eingeteilt. Die Nelson Mandela Bay Metropolitan Municipality und Buffalo City Metropolitan Municipality gehören zu keinem Distrikt.

## Legende
- Gemeinde: Name der Gemeinde
- Voller Name: Offizielle Bezeichnung der Gemeinde
- Code: Code der Gemeinde (Municipal Code)
- Sitz: Verwaltungssitz der Gemeinde
- Einwohner (Zensus): Anzahl der Einwohner der Gemeinde nach der Volkszählung aus dem Jahr 2001
- Einwohner (Zensus): Anzahl der Einwohner der Gemeinde nach der Volkszählung aus dem Jahr 2011
- Fläche: Fläche der Gemeinde (Stand 2011)
- Distrikt: Distrikt, zu dem die Gemeinde gehört

## Liste
| Gemeinde                                    | Voller Name                                  | Code  | Sitz           | Einwohner Zensus 2001 | Einwohner Zensus 2011 | Fläche (km²) | Distrikt       |
| ------------------------------------------- | -------------------------------------------- | ----- | -------------- | --------------------- | --------------------- | ------------ | -------------- |
| Camdeboo1                                   | Camdeboo Local Municipality                  | EC101 | Graaff-Reinet  | 44.372                | 50.993                | 12.422       | Sarah Baartman |
| Blue Crane Route                            | Blue Crane Route Local Municipality          | EC102 | Somerset East  | 35.010                | 36.002                | 11.068       | Sarah Baartman |
| Ikwezi1                                     | Ikwezi Local Municipality                    | EC103 | Jansenville    | 10.367                | 10.537                | 4.563        | Sarah Baartman |
| Makana                                      | Makana Local Municipality                    | EC104 | Makhanda       | 75.302                | 80.390                | 4.376        | Sarah Baartman |
| Ndlambe                                     | Ndlambe Local Municipality                   | EC105 | Port Alfred    | 54.717                | 61.176                | 1.841        | Sarah Baartman |
| Sundays River Valley                        | Sundays River Valley Local Municipality      | EC106 | Kirkwood       | 39.862                | 54.504                | 5.994        | Sarah Baartman |
| Baviaans1                                   | Baviaans Local Municipality                  | EC107 | Willowmore     | 15.335                | 17.761                | 11.668       | Sarah Baartman |
| Kouga                                       | Kouga Local Municipality                     | EC108 | Jeffreys Bay   | 70.695                | 98.558                | 2.670        | Sarah Baartman |
| Kou-Kamma                                   | Kou-Kamma Local Municipality                 | EC109 | Kareedouw      | 34.293                | 40.663                | 3.593        | Sarah Baartman |
| Mbhashe                                     | Mbhashe Local Municipality                   | EC121 | Dutywa         | 255.071               | 254.909               | 3.169        | Amathole       |
| Mnquma                                      | Mnquma Local Municipality                    | EC122 | Butterworth    | 286.307               | 252.390               | 3.270        | Amathole       |
| Great Kei                                   | Great Kei Local Municipality                 | EC123 | Komga          | 44.459                | 38.991                | 1.736        | Amathole       |
| Amahlathi                                   | Amahlathi Local Municipality                 | EC124 | Stutterheim    | 138.649               | 122.778               | 4.820        | Amathole       |
| Ngqushwa                                    | Ngqushwa Local Municipality                  | EC126 | Peddie         | 84.233                | 72.190                | 2.241        | Amathole       |
| Nkonkobe2                                   | Nkonkobe Local Municipality                  | EC127 | Fort Beaufort  | 128.660               | 127.115               | 3.626        | Amathole       |
| Nxuba2                                      | Nxuba Local Municipality                     | EC128 | Adelaide       | 24.824                | 24.264                | 2.732        | Amathole       |
| Inxuba Yethemba                             | Inxuba Yethemba Local Municipality           | EC131 | Cradock        | 60.296                | 65.560                | 11.663       | Chris Hani     |
| Tsolwana3                                   | Tsolwana Local Municipality                  | EC132 | Tarkastad      | 32.516                | 33.281                | 6.087        | Chris Hani     |
| Inkwanca3                                   | Inkwanca Local Municipality                  | EC133 | Molteno        | 20.244                | 21.971                | 3.584        | Chris Hani     |
| Lukhanji3                                   | Lukhanji Local Municipality                  | EC134 | Queenstown     | 184.542               | 190.723               | 3.813        | Chris Hani     |
| Intsika Yethu                               | Intsika Local Municipality                   | EC135 | Cofimvaba      | 175.221               | 145.372               | 2.711        | Chris Hani     |
| Emalahleni                                  | Emalahleni Local Municipality                | EC136 | Lady Frere     | 125.413               | 119.460               | 3.447        | Chris Hani     |
| Engcobo                                     | Engcobo Local Municipality                   | EC137 | Ngcobo         | 148.403               | 155.513               | 2.484        | Chris Hani     |
| Sakhisizwe                                  | Sakhisizwe Local Municipality                | EC138 | Cala           | 62.856                | 63.582                | 2.355        | Chris Hani     |
| Elundini                                    | Elundini Local Municipality                  | EC141 | Nqanqarhu      | 137.476               | 138.141               | 5.065        | Joe Gqabi      |
| Senqu                                       | Senqu Local Municipality                     | EC142 | Lady Grey      | 135.734               | 134.150               | 7.329        | Joe Gqabi      |
| Maletswai4                                  | Maletswai Local Municipality                 | EC143 | Aliwal North   | 37.307                | 43.800                | 4.358        | Joe Gqabi      |
| Gariep4                                     | Gariep Local Municipality                    | EC144 | Burgersdorp    | 31.314                | 33.677                | 8.911        | Joe Gqabi      |
| Ntabankulu                                  | Ntabankulu Local Municipality                | EC152 | Ntabankulu     | 135.799               | 123.976               | 1.385        | Alfred Nzo     |
| Ingquza Hill                                | Ingquza Hill Local Municipality              | EC153 | Flagstaff      | 254.480               | 278.481               | 2.477        | OR Tambo       |
| Port St. Johns                              | Port St. Johns Local Municipality            | EC154 | Port St. Johns | 146.967               | 156.136               | 1.291        | OR Tambo       |
| Nyandeni                                    | Nyandeni Local Municipality                  | EC155 | Libode         | 274.416               | 290.390               | 2.474        | OR Tambo       |
| Mhlontlo                                    | Mhlontlo Local Municipality                  | EC156 | Qumbu          | 202.851               | 188.226               | 2.826        | OR Tambo       |
| King Sabata Dalindyebo                      | King Sabata Dalindyebo Local Municipality    | EC157 | Mthatha        | 416.348               | 451.710               | 3.027        | OR Tambo       |
| Umzimvubu                                   | Umzimvubu Local Municipality                 | EC441 | Mount Frere    | 197.550               | 191.620               | 2.577        | Alfred Nzo     |
| Matatiele                                   | Matatiele Local Municipality                 | EC442 | Matatiele      | 194.630               | 203.843               | 4.352        | Alfred Nzo     |
| Winnie Madikizela-Mandela (ehemals Mbizana) | Winnie Madikizela-Mandela Local Municipality | EC443 | Bizana         | 245.730               | 281.905               | 2.417        | Alfred Nzo     |
| Buffalo City                                | Buffalo City Metropolitan Municipality       | BUF   | East London    | 702.281               | 755.200               | 2.536        | –              |
| Nelson Mandela Bay                          | Nelson Mandela Bay Metropolitan Municipality | NMA   | Gqeberha       | 1.005.779             | 1.152.115             | 1.959        | –              |

1 Im August 2016 zur Gemeinde Dr Beyers Naudé vereinigt (EC101)

1 Im August 2016 zur Gemeinde Raymond Mhlaba vereinigt (EC129)

1 Im August 2016 zur Gemeinde Enoch Mgijima vereinigt (EC139)

4 Im August 2016 zur Gemeinde Walter Sisulu vereinigt (EC 145)